# Liste öffentlicher Bücherschränke im Landkreis Waldshut
In der Liste öffentlicher Bücherschränke im Landkreis Waldshut sind öffentliche Bücherschränke für Orte, die zum Landkreis Waldshut in Baden-Württemberg gehören, aufgeführt. Sie ist primär nach Orten sortiert, unabhängig davon, ob es sich um Ortsteile, Gemeinden oder Städte handelt. Der Artikel ist Teil der übergeordneten Liste öffentlicher Bücherschränke in Baden-Württemberg. Ein öffentlicher Bücherschrank ist ein Schrank oder schrankähnlicher Aufbewahrungsort mit Büchern, der dazu dient, Bücher kostenlos, anonym und ohne jegliche Formalitäten zum Tausch oder zur Mitnahme anzubieten. Die Liste erhebt keinen Anspruch auf Vollständigkeit.

## Öffentliche Bücherschränke im Landkreis Waldshut
Derzeit sind im Landkreis Waldshut sieben öffentliche Bücherschränke erfasst (Stand: 13. Oktober 2020):
| Bild | Ausführung    | Ort                  | Seit | Anmerkung                                    | Geokoordinaten                            |
| ---- | ------------- | -------------------- | ---- | -------------------------------------------- | ----------------------------------------- |
|      | Bücherschrank | Grafenhausen-Rothaus |      | Bücherschrank in Rothaus                     | ⊙ Rothauser Straße 17                     |
|      | Bücherschrank | Bad Säckingen        |      | Schloss Schönau, Park                        | ⊙ Schönaugasse 5                          |
|      | Bücherschrank | Bad Säckingen        |      | Öffentlicher Bücherschrank am Schützengarten | ⊙ Schützengarten 7–9                      |
|      | Bücherschrank | Rippolingen          |      |                                              | ⊙                                         |
|      | Bücherschrank | Stühlingen           |      | Café Einstein Stühlingen                     | ⊙ Hauptstraße 6 nicht mehr vorhanden 2024 |
|      | Bücherschrank | Wallbach             |      | Schrank in der Bushaltestelle                | ⊙ Hauptstraße 60                          |
|      | Bücherschrank | Wehr                 |      | Wehr, Wehra-Areal                            | ⊙ Friedrichstraße 4                       |

## Statistik
Zu einem Vergleich mit den anderen Land- und Stadtkreisen Baden-Württembergs sowie zum Landesdurchschnitt siehe die Statistik öffentlicher Bücherschränke in Baden-Württemberg.